# Your Name (álbum)
Your Name (japonês: 君の名は, Hepburn: Kimi no Na wa) é o oitavo álbum de estúdio da banda de J-rock Radwimps e serve como trilha sonora para o filme homônimo de 2016. Lançado em 24 de agosto de 2016 pela Universal Music Japan, foi o número 1 no ranking semanal de álbuns da Oricon no começo de setembro ao vender 58 mil cópias na sua primeira semana disponível. O álbum recebeu uma certificação de download digital de ouro pela Recording Industry Association of Japan ao vender 100 mil cópias e chegou a alcançar a 16ª posição na Billboard Heatseekers Albums. As canções foram regravadas em inglês e se tornaram disponíveis para download digital em 27 de janeiro de 2017, com uma versão em CD sendo lançada em 10 de março do mesmo ano.

## Plano de fundo
De acordo com o vocalista Yojiro Noda, demorou quase um ano e meio para compor a trilha sonora do filme Your Name. O diretor Makoto Shinkai, um fã da banda, abordou Noda através do produtor Genki Kawamura assim que a produção do filme foi confirmada. Quando gravando o álbum, a banda não foi capaz de ver o filme com antecedência, então compuseram as músicas a partir do roteiro e dicas do diretor, sendo que, mais tarde, algumas composições foram ajustadas para servir adequadamente ao filme. "Foi bem difícil fazer com que a música combinasse com a animação de cara", disse o guitarrista Akira Kuwahara. "O processo de composição estava indo para frente junto com a animação, então um influenciou o outro. A música mudou a história, as linhas de roteiro, e caso uma nova cena fosse criada, mudávamos a música. Foi um processo criativo", acrescentou Noda.

## Lista de trilhas
| N.º            | Título                                                              | Duração |  |
| 1.             | "Yume Tōrō (夢灯籠, "Dream Lantern")"                               | 2:09    |  |
| 2.             | "Mitsuha no Tsūgaku (三葉の通学, "School Road")"                    | 1:07    |  |
| 3.             | "Itomori Kōkō (糸守高校, "Itomori High School")"                    | 1:48    |  |
| 4.             | "Hajimete no Tōkyō (はじめての、東京, "First View of Tokyo")"       | 1:16    |  |
| 5.             | "Akogare Cafe (憧れカフェ, "Cafe At Last")"                         | 1:29    |  |
| 6.             | "Okudera Senpai no Tēma (奥寺先輩のテーマ, "Theme of Ms. Okudera")" | 2:06    |  |
| 7.             | "Futari no Ihen (ふたりの異変, "Unusual Changes of Two")"           | 2:36    |  |
| 8.             | "Zenzenzense (前前前世 (movie ver.))"                               | 4:44    |  |
| 9.             | "Goshintai (御神体)"                                                | 3:24    |  |
| 10.            | "Dēto (デート, "Date")"                                             | 4:03    |  |
| 11.            | "Akimatsuri (秋祭り, "Autumn Festival")"                            | 1:06    |  |
| 12.            | "Kioku o Yobiokosu Taki (記憶を呼び起こす瀧, "Evoking Memories")"   | 1:40    |  |
| 13.            | "Hida Tanbō (飛騨探訪, "Visit to Hida")"                            | 1:29    |  |
| 14.            | "Kieta Machi (消えた町, "Disappeared Town")"                        | 1:55    |  |
| 15.            | "Toshokan (図書館, "Library")"                                      | 1:42    |  |
| 16.            | "Ryokan no Yoru (旅館の夜, "Night at the Inn")"                     | 1:29    |  |
| 17.            | "Goshintai e Futatabi (御神体へ再び, "Again to Goshintai")"         | 2:21    |  |
| 18.            | "Kuchikamizake Torippu (口噛み酒トリップ, "Kuchikamizake Trip")"    | 2:55    |  |
| 19.            | "Sakusen Kaigi (作戦会議, "Council of War")"                        | 2:20    |  |
| 20.            | "Chō Chō Settoku (町長説得, "Persuading Mayor")"                    | 2:45    |  |
| 21.            | "Mitsuha no Tēma (三葉のテーマ, "Theme of Mitsuha")"                | 4:02    |  |
| 22.            | "Mienai Futari (見えないふたり, "Unseen Two")"                      | 0:50    |  |
| 23.            | "Katawaredoki (かたわれ時)"                                         | 2:47    |  |
| 24.            | "Supākuru (スパークル (movie ver.), "Sparkle")"                     | 8:54    |  |
| 25.            | "Dēto 2, (デート2, "Date 2")"                                       | 2:09    |  |
| 26.            | "Nandemonaiya (なんでもないや (movie edit.))"                       | 3:15    |  |
| 27.            | "Nandemonaiya (なんでもないや (movie ver.))"                        | 5:44    |  |
| Duração total: | Duração total:                                                      | 1:12:05 |  |

| Your Name — US Deluxe Edition (Disc 1) |                                |         |  |
| N.º                                    | Título                         | Duração |  |
| 1.                                     | "Dream lantern (English ver.)" | 2:12    |  |
| 2.                                     | "School road"                  | 1:08    |  |
| 3.                                     | "Itomori High School"          | 1:52    |  |
| 4.                                     | "First view of Tokyo"          | 1:20    |  |
| 5.                                     | "Cafe at last"                 | 1:32    |  |
| 6.                                     | "Theme of Ms. Okudera"         | 2:07    |  |
| 7.                                     | "Unusual changes of two"       | 2:37    |  |
| 8.                                     | "Zenzenzense (English ver.)"   | 4:39    |  |
| 9.                                     | "Goshintai"                    | 3:28    |  |
| 10.                                    | "Date"                         | 4:06    |  |
| 11.                                    | "Autumn festival"              | 1:08    |  |
| 12.                                    | "Evoking memories"             | 1:43    |  |
| 13.                                    | "Visit to Hida"                | 1:33    |  |
| 14.                                    | "Disappeared town"             | 1:56    |  |
| 15.                                    | "Library"                      | 1:44    |  |
| 16.                                    | "The night inn"                | 1:34    |  |
| 17.                                    | "Again to Goshintai"           | 2:23    |  |
| 18.                                    | "Kuchikamizake trip"           | 2:55    |  |
| 19.                                    | "Council of war"               | 2:24    |  |
| 20.                                    | "Persuading mayor"             | 2:49    |  |
| 21.                                    | "Theme of Mitsuha"             | 4:06    |  |
| 22.                                    | "Unseen two"                   | 0:53    |  |
| 23.                                    | "Katawaredoki"                 | 2:50    |  |
| 24.                                    | "Sparkle (English ver.)"       | 6:52    |  |
| 25.                                    | "Date 2"                       | 2:09    |  |
| 26.                                    | "Nandemonaiya (English ver.)"  | 5:43    |  |
| Duração total:                         | Duração total:                 | 67:40   |  |

| Your Name — US Deluxe Edition (Disc 2) |                             |         |  |
| N.º                                    | Título                      | Duração |  |
| 1.                                     | "Dream lantern"             | 2:10    |  |
| 2.                                     | "Zenzenzense (movie ver.)"  | 4:45    |  |
| 3.                                     | "Sparkle (movie ver.)"      | 8:55    |  |
| 4.                                     | "Nandemonaiya (movie ver.)" | 5:44    |  |
| Duração total:                         | Duração total:              | 21:34   |  |